# Alexandra's Project
Alexandra's Project è un film del 2003 diretto da Rolf de Heer.

## Trama
Steve e Alexandra sono marito e moglie e vivono nella pacifica periferia di una cittadina australiana assieme ai loro bambini. Steve ha un buon impiego, tanto da poter mantenere da solo l'intera famiglia, ma il giorno del suo compleanno, che coincide anche con la sua promozione lavorativa, trova nella sua abitazione una strana videocassetta realizzata dalla moglie per fargli una sorpresa. Una volta avviata la cassetta però, Steve si troverà di fronte ad una verità sconcertante.

## Riconoscimenti
• FCCA Award 2003 per la miglior sceneggiatura
• Golden Zenith 2003 (Montreal World Film Festival) come miglior film dell'Oceania
• Premio per la miglior attrice del Valladolid International Film Festival 2003